# Григорян Абраам Овасапович
Абраам Овасапович Григорян (нар. 27 лютого 1929, Азнаур) — передовик виробництва в області виноградарства.

## Біографія
Народився 27 лютого 1929 року в селі Азнаур Ісфаханської губернії (Іран). В 1946 році репатрійований до Вірменської РСР. Член КПРС з 1959 року. У 1952—1981 роках — тракторист, бригадир виноградарської і тракторної бригад колгоспу їмені М. Азізбекова Араратського району Вірменської РСР. Бригада, керована Григоряном, домоглася високих виробничих показників. За 1971—1974 роки в середньому зібрала по 195,9 ц/га винограду на площі 24 га.

## Відзнаки
- Лауреат Державної премії СРСР (1975);
- Нагороджений орденом Трудового Червоного Прапора, орденом «Знак Пошани».